# Steven Lukes
Steven Michael Lucas (nascido em 1941) é um teórico político e social britânico. Atualmente, ele é professor de ciência política e sociologia na Universidade de Nova York. Foi professor na Universidade de Siena, no Instituto Universitário Europeu (Florença) e na Escola de Economia de Londres. Lukes foi tutor do escritor e jornalista Christopher Hitchens enquanto este estudou na Universidade de Oxford.

## Interesses acadêmicos
Os principais interesses de Lukes são teoria política e social, a sociologia de Durkheim e seus seguidores, o individualismo, a racionalidade, a categoria da pessoa, o marxismo e a ética, a sociologia da moral e as novas formas de liberalismo, as várias concepções de poder, a noção de "boa sociedade", a racionalidade e o relativismo, a moral, os conflitos e a política.

### As três dimensões do poder
A mais famosa contribuição teórica de Lukes são as "três faces do poder", apresentado em seu livro, o Poder: Uma Visão Radical. Esta teoria afirma que o poder é exercido em três formas: o poder de decisão, o poder de não-decisão e o poder ideológico.
O poder de decisão é a mais pública das três dimensões. A análise dessa "face" centra-se nas preferências reveladas por meio da ação política.
O poder de não-decisão é o que define a agenda de debates e faz com que certas questões (por exemplo, os méritos do socialismo nos Estados Unidos) sejam inaceitáveis em uma discussão "legítima" em fóruns públicos.
O poder ideológico permite influenciar a vontade e pensamentos das pessoas, fazendo com que queiram coisas opostas a seu próprio auto-interesse (por exemplo, fazendo com que as mulheres apoiem uma sociedade patriarcal).